# Dragica
Dragica je žensko osebno ime.

## Izvor imena
Ime Dragica se lahko razlaga kot manjšalno obliko ženskega osebnega imena Draga, tvorjeno z obrazilom -ica. Vendar pa se je manjšalnost, kot je to pri imenih pogost pojav, zaradi pogoste rabe izgubila. Ime Dragica se oblikovno in pomensko utrjuje tudi s smostalnikom drágica v  pomenu »drag, ljubljena ženska«.

## Različice imena
- moške različice imena: Dragec, Dragi, Dragoslav, Dragomir
- ženske različice imena: Draguša, Dragana, Dragi, Dragina Draginja, Dragoslava, Dragoljuba, Dragomila, Dragomira, Dragomirka
- pomensko sorodna imena: Ljuba, Ljubica, Mojca

## Pogostost imena
Po podatkih Statističnega urada Republike Slovenije je bilo na dan 31. decembra 2007 v Sloveniji število ženskih oseb z imenom Dragica: 6.780. Med vsemi ženskimi imeni pa je ime Dragica po pogostosti uporabe uvrščeno na 35. mesto.

## Osebni praznik
Osebe z imenom Dragica godujejo takrat kot osebe z imenom Draga, to je 28. januarja, 3. junij in 4. novembra.